# Gambia na Letnich Igrzyskach Olimpijskich 2008
Gambię na Letnich Igrzyskach Olimpijskich 2008 reprezentowało 3 sportowców – 2 mężczyzn i 1 kobieta.
Był to siódmy start reprezentacji Gambii na letnich igrzyskach olimpijskich (nieprzerwanie od 1984 roku).

## Reprezentanci

### Lekkoatletyka
- bieg na 100m mężczyzn:

Suwaibou Sanneh - czas: 10,52s; 46. miejsce (na 80 zawodników) (odpadł w eliminacjach)
- bieg na 100m kobiet:

Fatou Tiyana - czas: 12,25s; 7. miejsce w biegu 7 (na 8 zawodniczek) (odpadła w eliminacjach)

### Boks
- waga średnia (do 75 kg) mężczyzn:
  - 1/32 finału

Vijender Kumar (IND) - Badou Jack (GAM) 13:2

(Gambijczyk odpadł w swojej pierwszej walce)